# Ведолизумаб
Ведолизумаб — гуманизированное моноклональное антитело, антагонист интегриновых рецепторов. Одобрен для применения: США (2014). С 2018 года входит в Перечень ЖНВЛП. Takeda подала заявку на получение разрешения на маркетинг (MAA) в Европейском союзе 7 марта 2013 года и заявку на получение биологической лицензии (BLA) в Управление по санитарному надзору за качеством пищевых продуктов и медикаментов США 21 июня 2013 года как в отношении болезни Крона, так и язвенного колита. 4 сентября 2013 г. ведолизумабу был присвоен статус приоритетного рассмотрения, призванный ускорить его поступление на рынок.

## Механизм действия
Связывается с α4β7 интегрином.

## Показания
- Язвенный колит у взрослых.
- Болезнь Крона у взрослых[4].

## Ссылка
Ведолизумаб (Vedolizumab) - Энциклопедия лекарств и товаров аптечного ассортимента. РЛС Патент. — Действующее вещество.